# Dicranus nigerrimus
Dicranus nigerrimus là một loài ruồi trong họ Asilidae. Dicranus nigerrimus được Carrera miêu tả năm 1955. Loài này phân bố ở vùng Tân nhiệt đới.